# Niptus
Niptus là một chi bọ cánh cứng present ở vùng Australian, miền Cổ bắc (bao gồm châu Âu), Cận Đông, miền Tân bắc, và Bắc Phi.

## Các loài
- Niptus abditus
- Niptus absconditus
- Niptus abstrusus
- Niptus arcanus
- Niptus giulianii
- Niptus hololeucus
- Niptus neotomae
- Niptus sleeperi
- Niptus ventriculus